# Episodi di SOKO - Misteri tra le montagne (sesta stagione)
La sesta stagione della serie televisiva SOKO - Misteri tra le montagne è stata trasmessa in anteprima in Austria da ORF 1 tra il 7 novembre 2006 e il 3 aprile 2007.
| nº | Titolo originale          | Titolo italiano | Prima TV Austria | Prima TV Italia |
| -- | ------------------------- | --------------- | ---------------- | --------------- |
| 1  | Tödliche Wanderung        |                 | 7 novembre 2006  |                 |
| 2  | Wunderski                 |                 | 14 novembre 2006 |                 |
| 3  | Sein letzter Fall         |                 | 21 novembre 2006 |                 |
| 4  | Bis der Mord uns scheidet |                 | 28 novembre 2006 |                 |
| 5  | Stalking                  |                 | 12 dicembre 2006 |                 |
| 6  | Tödliche Hände            |                 | 19 dicembre 2006 |                 |
| 7  | Tod einer Hexe            |                 | 27 dicembre 2006 |                 |
| 8  | Flug in den Tod           |                 | 9 gennaio 2007   |                 |
| 9  | Der Tod kommt um elf      |                 | 16 gennaio 2007  |                 |
| 10 | Feuernacht                |                 | 23 gennaio 2007  |                 |
| 11 | Roter Wein                |                 | 6 febbraio 2007  |                 |
| 12 | Ein Bombengeschäft        |                 | 23 febbraio 2007 |                 |
| 13 | Was geschah mit Vera Z.?  |                 | 2 marzo 2007     |                 |
| 14 | Vogelspinnen              |                 | 9 marzo 2007     |                 |
| 15 | Betrogen!                 |                 | 20 marzo 2007    |                 |
| 16 | Eine Tote aus Berlin      |                 | 27 marzo 2007    |                 |
| 17 | Tödliche neue Welt        |                 | 3 aprile 2007    |                 |